# Coua verreauxi
Coua verreauxi là một loài chim trong họ Cuculidae.